# Monrose
Monrose foi um girl group alemão de música pop. Formado na quinta edição da adaptação alemã do talent show Popstars, o trio consistiu nas cantores Mandy Capristo, Senna Guemmour e Bahar Kızıl. Elas assinaram com a Starwatch Music e lançaram seu álbum de estréia, Temptation, em dezembro de 2006. Alcançou grande sucesso em toda a Europa Central, vendendo mais de 600 mil cópias e produziu dois singles, incluindo o número um na parada do país, "Shame" e "Even Heaven Cries."
Seu segundo álbum de estúdio, Strictly Physical, foi lançado em setembro de 2007, após o lançamento de seu segundo sucesso nas paradas "Hot Summer", e certificado como ouro duplo no ano seguinte. O terceiro álbum de estúdio da banda I Am foi lançado em outubro do ano seguinte, seguido por um quarto álbum, chamado Ladylike, em junho 2010, que produziu seu último single "Like a Lady". O grupo tornou-se um dos poucos surgidos no Popstars alemão a alcançar o sucesso contínuo, acumulando vendas superiores a três milhões de discos. Em novembro de 2010, foi anunciado que o grupo iria dividir-se em 2011, com cada membro afirmando que seguiriam seus próprios projetos solo.

## Integrantes
| Nome artístico | Nome de nascimento   | Data                             | Data de nascimento          |
| -------------- | -------------------- | -------------------------------- | --------------------------- |
| Mandy Capristo | Mandy Grace Capristo | 21 de março de 1990 (34 anos)    | Mannheim, Baden-Württemberg |
| Senna Guemmour | Senna Guemmour       | 28 de dezembro de 1989 (35 anos) | Frankfurt, Hesse            |
| Bahar Kızıl    | Bahar Kızıl          | 5 de outubro de 1988 (36 anos)   | Freiburg, Baden-Württemberg |

## Discografia

### Álbuns de estúdio
- 2006: Temptation
- 2007: Strictly Physical
- 2008: I Am
- 2010: Ladylike